# Boria (gromada)
Boria (początkowo Borja) – dawna gromada, czyli najmniejsza jednostka podziału terytorialnego Polskiej Rzeczypospolitej Ludowej w latach 1954–1972.
Gromady, z gromadzkimi radami narodowymi (GRN) jako organami władzy najniższego stopnia na wsi, funkcjonowały od reformy reorganizującej administrację wiejską przeprowadzonej jesienią 1954 do momentu ich zniesienia z dniem 1 stycznia 1973, tym samym wypierając organizację gminną w latach 1954–1972.
Gromadę Borja z siedzibą GRN w Borji (w obecnym brzmieniu Boria) utworzono – jako jedną z 8759 gromad na obszarze Polski – w powiecie opatowskim w woj. kieleckim, na mocy uchwały nr 13f/54 WRN w Kielcach z dnia 29 września 1954. W skład jednostki weszły obszary dotychczasowych gromad Borja, Lemieże, Podgórze i Wiktoryn ze zniesionej gminy Ruda Kościelna w tymże powiecie. Dla gromady ustalono 13 członków gromadzkiej rady narodowej.
31 grudnia 1959 do gromady Boria przyłączono obszar zniesionej gromady Sudół.
31 grudnia 1961 do gromady Boria przyłączono obszar zniesionej gromady Ruda Kościelna.
31 grudnia 1962 z gromady Boria wyłączono wieś Czarna Glina włączając ją do gromady Ćmielów w tymże powiecie.
1 stycznia 1966 z gromady Borja wyłączono kolonię Borownia włączając ją do gromady Ćmielów w tymże powiecie.
Gromada Boria przetrwała do końca 1972 roku, czyli do kolejnej reformy gminnej.